# Едуард Телен
Едуард Телен (нім. Eduard Thelen, 7 липня 1946) — західнонімецький хокеїст на траві.
Олімпійський чемпіон 1972 року.